# 宋爱民
宋爱民（1978年2月7日—），河北衡水人，中国女子铁饼运动员。她曾获得2006年亚洲运动会女子铁饼金牌，2017年递补获得2008年夏季奥运会女子铁饼铜牌。